# Stanisław Deńko
Stanisław Deńko (ur. 6 maja 1943 w Dobczycach, zm. 29 listopada 2021) – polski architekt.

## Życiorys

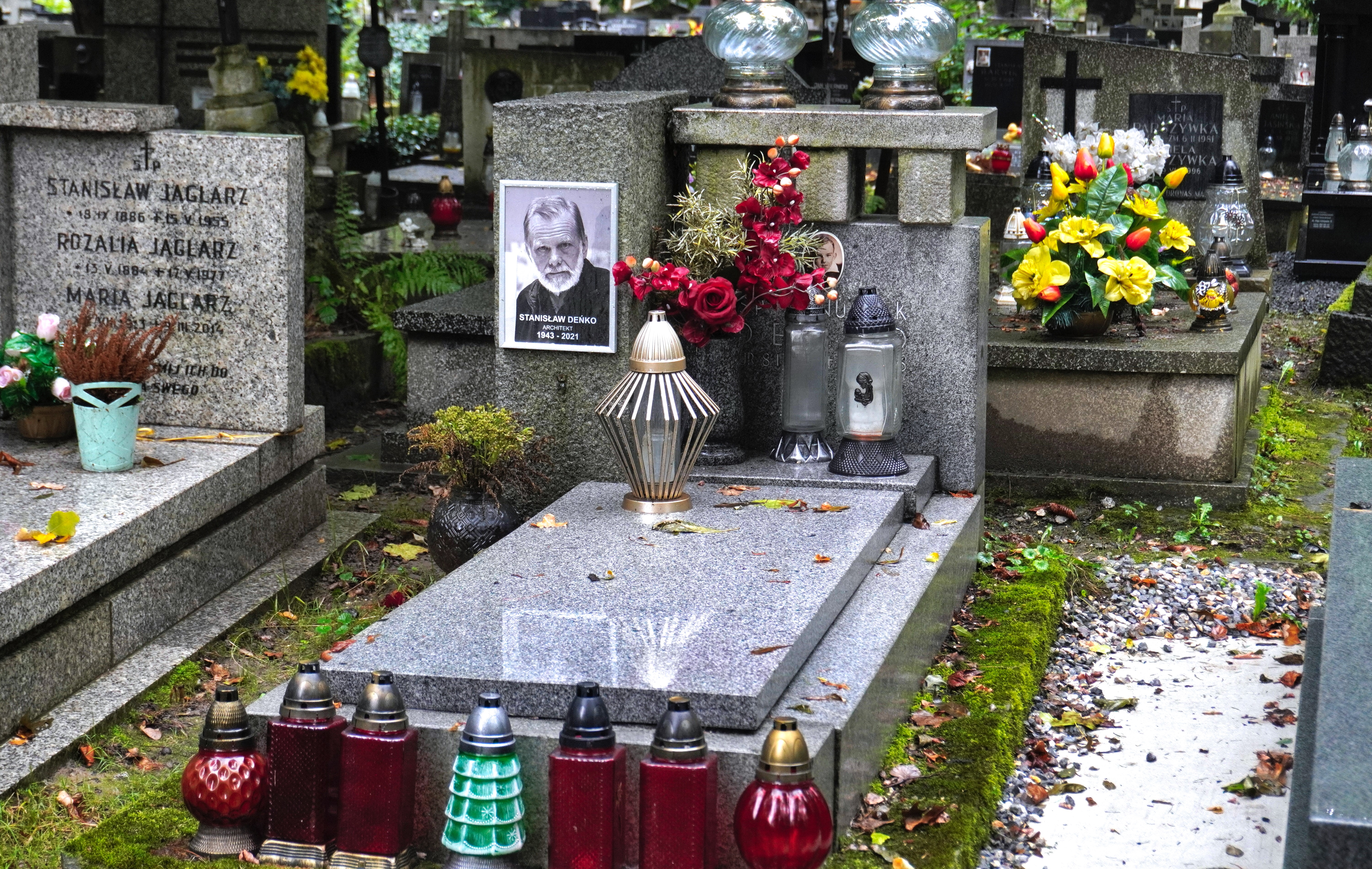
Grób Stanisława Deńki na Cmentarzu Rakowickim w Krakowie

Założyciel biura Wizja, utworzonego w 1993 r. po powrocie ze Stanów Zjednoczonych. Wykładowca Akademii Krakowskiej i Wydziału Architektury Politechniki Krakowskiej; w latach 1995–1999 Architekt Miasta Krakowa; wiceprezes ds. twórczości w Zarządzie Głównym SARP oraz SARP Oddział Kraków. W 2006 r. jego biuro nawiązało współpracę z nsMoonStudio i w ramach IQ Konsorcjum współtworzyło m.in. siedzibę Cricoteki w Krakowie, uhonorowaną wieloma nagrodami. Laureat Honorowej Nagrody SARP 2016.
Pochowany na cmentarzu Rakowickim w Krakowie.